# Агатай-хан
Агатай-хан (убит в 1557) — восьмой узбекский правитель из династии шибанидов в Хорезмском государстве, правивший в 1547 — 1557 годах.

## Приход к власти

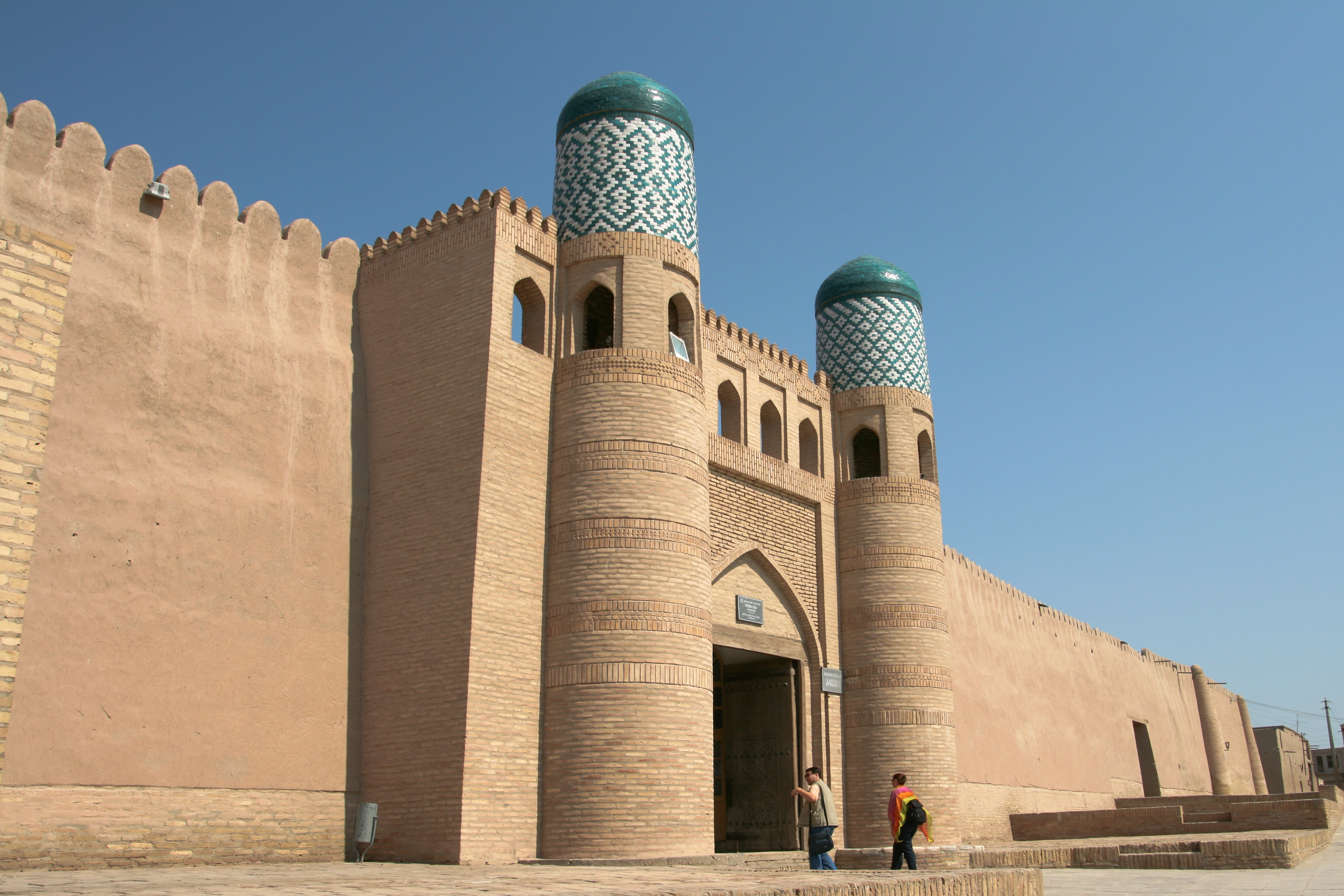
Ворота Хивы

Агатай-хан был сыном Аминек-хана и потомком узбекского хана Йадгар-хана.

## Смерть
Период правления Агатай-хана был характерен мирными годами и борьбой за власть в результате которой он был убит заговорщиками в 1557 году. К власти в Хорезме пришел его племянник Дост-хан.